# ويليام أندرسون (سياسي)
ويليام أندرسون (بالإنجليزية: William Anderson) هو محامي وقاضي وسياسي أمريكي، ولد في 1762 في الولايات المتحدة، وتوفي في 16 ديسمبر 1829. حزبياً، نشط في الحزب الجمهوري الديمقراطي. وقد انتخب عضو مجلس النواب الأمريكي.